# Cerco de Sénonas
Cerco de Sénonas foi um breve cerco realizado pelas forças alamanas à cidade romana de Sénonas (provavelmente a moderna Sens), na Lugdunense IV, onde o césar Juliano passava o inverno. Depois de várias deserções entre suas tropas federadas, bandos armados germânicos tentaram aproveitar-se da fragilidade e atacaram a cidade. Porém, eles não conseguiram romper as defesas por não terem à disposição armas de cerco e o único resultado imediato foi que conseguiram impedir que Juliano saísse da cidade. Depois de apenas um mês, os alamanos recuaram.